# میر ۱۵۷۴
سیارک ۱۵۷۴ (به انگلیسی: 1574 Meyer، نامگذاری:1949FD) هزار و پانصد و هفتاد و چهارمین سیارک کشف شده‌است که در ۲۲ مارس ۱۹۴۹ و در الجزیره کشف شد.
قدر مطلق سیارک برابر ۱۰٫۳۰ است.